# Di Stovall
Di Bagley Stovall (nascida em 1947) é uma artista americana.
O seu trabalho encontra-se incluído nas colecções do Museu Smithsoniano de Arte Americana e do Museu Columbus, na Georgia.